# ديلان تايلور (موسيقي)
ديلان تايلور (بالإنجليزية: Dylan Taylor)‏ هو موسيقي أمريكي، ولد في القرن العشرين في نورفولك في الولايات المتحدة.

## وصلات خارجية
- الموقع الرسمي